# Co-op City
Cooperative City, abbreviato in Co-op City, è un quartiere residenziale con grattacieli nella contea del Bronx, New York, completato nel 1973.
Nato come associazione per l'edilizia abitativa, con i suoi 43.752 abitanti (secondo il censimento statunitense del 2010), è la più grande cooperativa abitativa del mondo.
Occupa un'area totale di 320 acri (1,3 kmq) e solo il 20% è edificato, lasciando molto spazio verde.
Il complesso dispone di 15.372 appartamenti (ciascuno da 1 a 3 camere da letto) in 35 grattacieli e 7 gruppi di villette a schiera (case basse con cortili, vicine l'una all'altra), che rappresentano il più grande progetto residenziale negli Stati Uniti.
Ha blocchi contrassegnati che vanno da 24 a 33 piani. Sono di 3 tipologie: Triple Core (10 torri) - ciascuna con 500 appartamenti su 26 piani, Chevron (10 torri) - 24 piani e 414 appartamenti, Tower (15 torri) - 33 piani e 384 appartamenti. Le case a schiera, designate con il nome del loro gruppo, sono a 3 piani, ciascuna composta da appartamenti: inferiore con giardino e 1 camera da letto e superiore con 3 camere da letto.
L'infrastruttura comprende 8 parcheggi multipiano, 3 centri commerciali, una centrale elettrica, un parco educativo (100 decari), 6 scuole (Harry Truman High School con planetario, 2 primarie, 3 primarie), asili, 9 parchi giochi, ecc.
L'ordine è gestito da una società di sicurezza privata composta da 110 persone.